# Miengo
Miengo – gmina w Hiszpanii, w prowincji Kantabria, w Kantabrii, o powierzchni 24,53 km². W 2011 roku gmina liczyła 4677 mieszkańców.